# Balacra basilewski
Balacra basilewski là một loài bướm đêm thuộc phân họ Arctiinae, họ Erebidae.